# Fernoël
Fernoël är en kommun i departementet Puy-de-Dôme i regionen Auvergne-Rhône-Alpes i centrala Frankrike. Kommunen ligger i kantonen Pontaumur som tillhör arrondissementet Riom. År 2022 hade Fernoël 136 invånare.

## Befolkningsutveckling
Antalet invånare i kommunen Fernoël
| Referens: INSEE |